# Cyrtauchenius latastei
Cyrtauchenius latastei là một loài nhện trong họ Cyrtaucheniidae. Loài này phân bố ờ Algerije.